# Skotniki Małe
Skotniki Małe – wieś w Polsce, położona w województwie świętokrzyskim, w powiecie buskim, w gminie Busko-Zdrój.
W latach 1975–1998 miejscowość administracyjnie należała do województwa kieleckiego.
Przez wieś przechodzi  czerwony szlak turystyczny z Buska-Zdroju do miejscowości Solec-Zdrój.

## Integralne części wsi
| SIMC    | Nazwa         | Rodzaj    |
| ------- | ------------- | --------- |
| 0232785 | Błonie        | część wsi |
| 0232791 | Górka         | część wsi |
| 0232822 | Skotniki-Młyn | część wsi |

## Zabytki
Wpisane do rejestru zabytków nieruchomych:
- drewniany młyn wodny z 1934 r. (nr rej.: A-35 z 3.11.1976),
- drewniany młyn wodny z 1929 r. (nr rej.: A-36 z 3.11.1976).